# История почты и почтовых марок Германской Восточной Африки
История почты и почтовых марок Германской Восточной Африки охватывает период существования в Восточной Африке колонии Германии, которая называлась Германская Восточная Африка и включала территории, входящие ныне в состав Бурунди, Руанды и Танганьики (континентальной части нынешней Танзании).

## Развитие почты
Колония сформировалась в 1880-е годы и прекратила своё существование во время Первой мировой войны, будучи захваченной британцами и бельгийцами. Согласно Версальскому договору 1919 года, бывшая Германская Восточная Африка стала мандатной территорией Лиги Наций и была разделена на три части: Танганьика отошла к Великобритании, Руанда-Урунди — к Бельгии, округ Кионга — к португальской колонии Мозамбик.
Первое германское почтовое отделение открылось 27 февраля 1885 года в городе Ламу. Для оплаты пересылки корреспонденции использовались почтовые марки Германии. После подписания Занзибарского договора в 1890 году Германия создала колонию Германская Восточная Африка. Вначале в обращении были только немецкие почтовые марки.

## Выпуски почтовых марок
Первые марки, выпущенные специально для Германской Восточной Африки, появились в 1893 году, когда на обычных почтовых марках Германии были сделаны надпечатки нового номинала в пеза и текста нем. «Deutsch-Ostafrika» («Германская Восточная Африка»)[≡].
С 1896 года начали выходить марки с диагональной надпечаткой названия колонии.
В 1900 году Германия подготовила для почтового обращения колониальную серию «Яхта „Гогенцоллерн“» с рисунком, общим для всех германских колоний, на котором было изображено одноимённое судно. Эти марки стали применяться в Германской Восточной Африке с 1901 года. При этом указывались номиналы в пезах и рупиях и ставилась оригинальная надпись «DEUTSCH-OSTAFRIKA» («Германская Восточная Африка»).
С 1905 года марки серии «Яхта» стали выпускаться с водяным знаком «ромбы» и номинироваться в геллерах. Германия продолжила выпуск почтовых марок до 1919 года, даже несмотря на военные неудачи и фактическую утерю регулярной связи со своей колонией.

## Оккупационные выпуски
В годы Первой мировой войны, во время оккупации территории колонии бельгийскими и британскими войсками, обе эти администрации выпустили собственные провизории.

### Бельгийские надпечатки
Бельгийские войска заняли часть территории Германской Восточной Африки в 1915 году. В 1916 году Бельгия сделала ряд надпечаток на почтовых марках Бельгийского Конго, вначале вручную, с французскими названиями «RUANDA» («Руанда») и «URUNDI» («Урунди»). Эта первая серия включала марки 16 номиналов (по восемь с каждой надпечаткой), хотя они фактически так и не были в почтовом обращении. Уже в ноябре того же года на второй серии была сделана типографская надпечатка текста на французском и фламандском языках — «EST AFRICAIN ALLEMAND / OCCUPATION BELGE / DUITSCH OOST AFRIKA / BELGISCHE BEZETTING» («Германская Восточная Африка / Бельгийская оккупация»). В 1922 году серия была переиздана и на этих марках появились надпечатки новых номиналов — от 5 до 50 центов.
В мае 1918 года выходили также марки Бельгийского Конго с надпечаткой по-французски аббревиатуры Восточной Африки.

### Британские надпечатки
В 1916 году по просьбе бригадного генерала Эдварда Норти, с которой он обратился к губернатору Ньясаленда, на почтовых марках Ньясаленда была сделана надпечатка букв «N. F.». В надпечатке должны были быть три буквы: «N. F. F.», означающие англ. «Nyasaland Field Force» («Полевая группа в Ньясаленде»), но телеграфист пропустил одну «F.» при отправке этой просьбы губернатору. Оплачивать корреспонденцию этими марками могли только воинские подразделения Родезийской полевой группы в Ньясаленде (Nyasaland Rhodesian Field Force). Несмотря на то, что изначально они предназначались для использования в Германской Восточной Африке, их также использовали в отделениях полевой почты в Ньясаленде и Мозамбике. Марки не поступали в гражданские почтовые отделения и не могли использоваться гражданскими лицами.
Гражданское население могло отправлять почту через отделения полевой почты почтовой службы индийской армии, оплачивая её почтовыми марками Индийского экспедиционного корпуса, которые представляли собой индийские почтовые марки с надпечаткой «I. E. F.» («Indian Expeditionary Forces» — «Индийский экспедиционный корпус»). Когда в 1917 году открылись гражданские почтовые отделения, были выпущены почтовые марки с надпечаткой аббревиатуры «G. E. A.» («German East Africa» — «Германская Восточная Африка») на марках Британской Восточной Африки и Уганды. Такая же надпечатка появилась на марках с надписью «East Africa and Uganda Protectorates» (протектораты Восточная Африка и Уганда), но они были выпущены после создания Танганьики и считаются частью истории почты Танганьики.

## Марки-пародии
Союзники по Антанте также наладили в Италии производство в пропагандистских целях так называемых «провизориев Кариссимби» (Karissimbi provisionals). Это были фальшивые марки-пародии, по виду напоминавшие марки Германской Восточной Африки образца 1905 года низких номиналов (коричневая — 2,5 геллера, зелёная — 4 геллера, красная — 7,5 геллера, голубая — 15 геллеров и фиолетовая — 30 геллеров). На марках была нарисована всё та же яхта «Гогенцоллерн», но размер пропагандистских миниатюр был увеличен (3 × 4 см вместо 2 × 2,5 см) и, самое главное, стояла надпечатка «G. E. A. British Occupation» («Германская Восточная Африка. Британская оккупация»), а также указывались новые номиналы — 12, 3, 6, 15 и 25 центов. Таким образом союзники пытались деморализовать противника. В реальности на почтовых марках Германской Восточной Африки серии «Яхта» таких надпечаток никогда не производилось.